# Szuvon
Szuvon (hangul: 수원, handzsa: 水原, RR: Suwon, ’vízforrás’) város Dél-Korea Kjonggi (Gyeonggi) tartományában, elérhető Szöulból közvetlen elővárosi metróvonalakkal. Itt található a Hvaszong (Hwaseong) erődítmény. A város első osztályban játszó labdarúgó-csapata a Suwon Samsung Bluewings.

## Közigazgatása
| Térkép                         | Név                          | Hangul | Handzsa (Hanja) | Népesség (2015) | Terület (km²) |
| ------------------------------ | ---------------------------- | ------ | --------------- | --------------- | ------------- |
|                                | 1. Kvonszon-ku (Gwonseon-gu) | 권선구 | 勸善區          | 349 339         | 47,35         |
| 2. Csangan-ku (Jangan-gu)      | 장안구                       | 長安區 | 299 611         | 33,12           |               |
| 3. Phaldal-ku (Paldal-gu)      | 팔달구                       | 八達區 | 208 903         | 13,1            |               |
| 4. Jongthong-ku (Yeongtong-gu) | 영통구                       | 靈通區 | 336 460         | 27,5            |               |

## Testvérvárosai
- Kolozsvár,[7] Románia